# Марньяг-э-Латур
Марнья́г-э-Лату́р (фр. Marnhagues-et-Latour, окс. Marnhagas e la Tor) — коммуна во Франции, находится в регионе Окситания. Департамент — Аверон. Входит в состав кантона Корню. Округ коммуны — Мийо.
Код INSEE коммуны — 12139.
Коммуна расположена приблизительно в 560 км к югу от Парижа, в 135 км восточнее Тулузы, в 65 км к юго-востоку от Родеза.

## Население
Население коммуны на 2008 год составляло 146 человек.
| 1962 | 1968 | 1975 | 1982 | 1990 | 1999 | 2008 |
| ---- | ---- | ---- | ---- | ---- | ---- | ---- |
| 128  | 144  | 146  | 132  | 102  | 132  | 146  |

## Экономика
В 2007 году среди 84 человек в трудоспособном возрасте (15—64 лет) 48 были экономически активными, 36 — неактивными (показатель активности — 57,1 %, в 1999 году было 55,6 %). Из 48 активных работали 41 человек (20 мужчин и 21 женщина), безработных было 7 (3 мужчин и 4 женщины). Среди 36 неактивных 4 человека были учениками или студентами, 10 — пенсионерами, 22 были неактивными по другим причинам.

## Фотогалерея

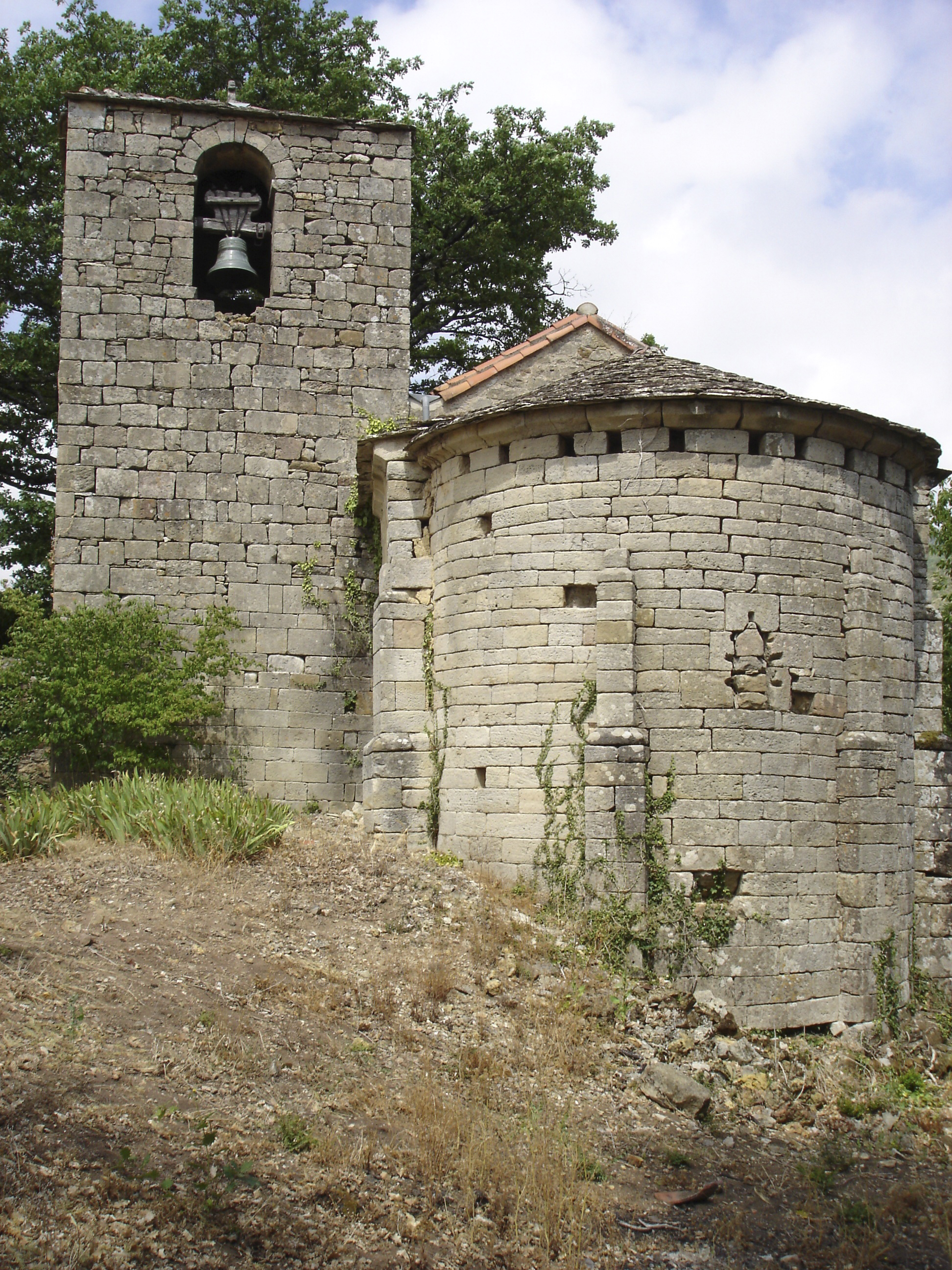
Часовня Маньярг
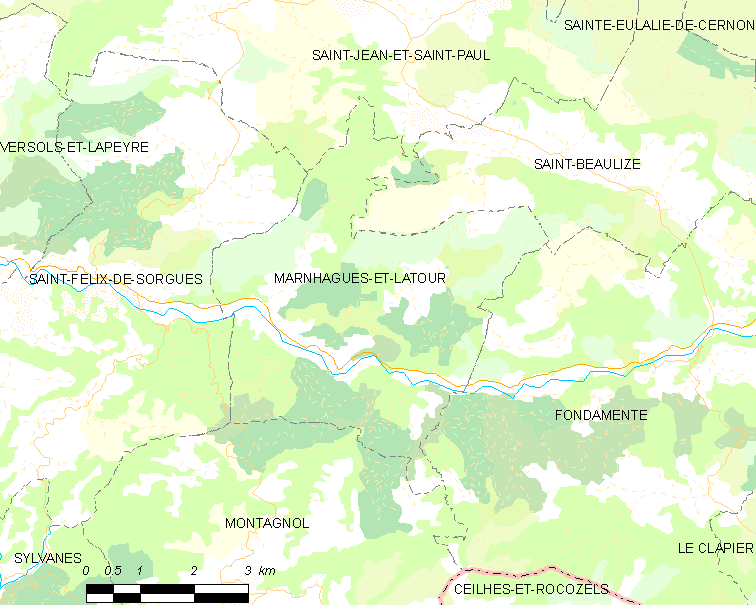
Карта коммуны